# Britt-Lis Erlandsson-Seldinger
Britt-Lis Erlandsson-Seldinger, född 3 februari 1920 i Värnamo, död 2009 i Mora, var en svensk konstnär och illustratör.
Hon var dotter till målaren Janne Erlandsson och Rut Dahl och från 1948 gift med läkaren Sven Ivar Seldinger. Erlandsson-Seldinger studerade konst för Leon Welamson i Stockholm. Efter studierna fick hon anställning som dekoratör och ansvarig för skyltningen på Bredenbergs. Där blev hon uppmärksammad av Gunnar Wallén, som hade ett tryckeri. Hon fick börja göra original till bonader, bokmärken, julkalendrar, klippdockor samt jul- och påskkort. Under samma period medverkade hon som illustratör i ett flertal böcker.
Hon ställde ut separat i Malmö och Jönköping och medverkade i flera samlingsutställningar. Som illustratör illustrerade hon bland annat Fyra vackra sagor. En minnesutställning med hennes konst visades på Mora kulturhus 2010